# 여수군 갑
여수군 갑은 대한민국의 옛 국회의원 선거구이다. 당시 전라남도 여수군의 일부 지역을 관할했다.

## 역사
제헌 국회의원 선거를 앞두고 여수군의 일부 지역을 관할하는 선거구로 신설되었다. 신설 당시 여수군 여수읍, 쌍봉면, 삼일면, 소라면을 관할하였다.
1949년 8월, 여수군 여수읍이 여수시로 승격되었다. 이와 함께 여수군 잔여 지역은 여천군으로 개칭되었다. 이에 제2대 국회의원 선거를 앞두고 여수시 선거구와 여천군 선거구로 분리되면서 폐지되었다.

## 역대 국회의원
| 선거   | 정당 | 정당               | 의원   |
| ------ | ---- | ------------------ | ------ |
| 1948년 |      | 대한독립촉성국민회 | 김문평 |

## 역대 선거 결과

### 대한민국 제헌 국회의원 선거
|  | 48.51% |

|  | 33.19% |

|  | 18.29% |